# Adolf H. – Ja wam pokażę
Adolf H. – Ja wam pokażę (niem. Mein Führer – Die wirklich wahrste Wahrheit über Adolf Hitler) – niemiecka czarna komedia z 2007 roku w reżyserii Daniego Levy. 
Światowa premiera filmu miała miejsce 11 stycznia 2007 roku. Na ekrany polskich kin wszedł 26 października 2007.

## Fabuła
Grudzień 1944 roku. Prowadzona przez III Rzeszę wojna totalna zamienia się totalną klęskę. Zdaniem faszystowskich notabli potrzebny jest nowy masowy zryw. Minister propagandy Joseph Goebbels wpada na pomysł, żeby Führer wygłosił przemówienie noworoczne, które zmobilizuje na nowo do walki ludzi w kraju. Jest jednak problem: Führerowi brakuje sił. Schorowany, chowa się, unikając wszelkich wystąpień publicznych. Aby na nowo rozbudzić w nim płomiennego mówcę, Goebbels w porozumieniu z Himmlerem i Bormannem wyznaczają na oficjalnego korepetytora Führera prof. Adolfa Israela Grünbauma.

## Obsada
- Helge Schneider – Adolf Hitler
- Ulrich Mühe – prof. Adolf Israel Grünbaum
- Sylvester Groth – dr Joseph Goebbels
- Adriana Altaras – Elsa Grünbaum
- Stefan Kurt – Albert Speer
- Ulrich Noethen – Heinrich Himmler
- Lambert Hamel – Obergruppenführer Rattenhuber
- Udo Kroschwald – Martin Bormann
- Torsten Michaelis – SS-Wachmann Moltke
- Axel Werner – Erich Kempka

## Produkcja
Zdjęcia kręcono w Berlinie.